# فرودگاه منطقه‌ای سنترال نبرسکا
فرودگاه منطقه‌ای سنترال نبرسکا (به انگلیسی: Central Nebraska Regional Airport) یک فرودگاه همگانی بهره‌برداری هوایی با کد یاتا GRI است که یک باند فرود بتن دارد و طول باند آن ۲۱۳۴ متر است. این فرودگاه در کشور ایالات متحده آمریکا قرار دارد و در ارتفاع ۵۶۳ متری از سطح دریا واقع شده‌است.